# Sphecozone nitens
Sphecozone nitens là một loài nhện trong họ Linyphiidae. Loài này được phát hiện ở Ecuador và Peru.